# Tscherjomuschkin
Tscherjomuschkin (russisch Черёмушкин) ist ein Dorf (chutor) in Südrussland. Es gehört zur Republik Adygeja und hat 93 Einwohner (Stand 2019). Im Ort gibt es 2 Straße.

## Geographie
Das Dorf im Südwesten des Giaginski Rajon, am linken Ufer des Flusses Malaja Medowka, 14 km südwestlich des Dorfes Giaginskaja und 28 km nördlich der Stadt Maikop. Giaginskaja, Kelermesskaja, Kosinow, Gontscharka sind die nächsten Siedlungen.